# Prosthaptus excretus
Prosthaptus excretus es una especie de coleóptero de la familia Cantharidae.

## Distribución geográfica
Habita en Ghana.